# Halimornis thompsoni
Halimornis thompsoni — вимерлий птах родини Avisauridae, який мешкав в крейдяному періоді близько 80 млн років тому. Скам'янілості знайдені в 2002 році на території формування Mooreville Chalk в Грін-Каунті, штат Алабама, США. Відомий по одному зразку, що складається з хребта, кісток ніг і плечевої кістки. Ця територія, де знайшли голотип, в крейдяний період була західним берегом внутрішнього моря.
Назва Halimornis означає "птах моря". Цей птах, скоріш за все, жив в дельтах річок, на узбережжі моря, поруч з такими морськими птахами як іхтіорніс (Ichthyornis dispar) і похожий за способом життя на австралійський крейдяний вид Nanantius eos.